# Greatest Hits (álbum de The Jackson 5)
Greatest Hits es el primer álbum de grandes éxitos de la banda estadounidense The Jackson 5 lanzado por el sello Motown Records a finales de 1971. Además, vendió más de 5.6 millones de copias en el mundo. El sencillo «Sugar Daddy» figuró como un nuevo tema con los éxitos del grupo como «I Want You Back» y «I'll Be There». Stephen Thomas Erlewine del sitio Allmusic le dio 4 estrellas y media de 5 y dijo que la grabación era «buena» y agregó que «permanece una excelente recapitulación de algunos de los primeros años de la banda».

## Lista de canciones
1. «I Want You Back»
2. «ABC»
3. «Never Can Say Goodbye»
4. «Sugar Daddy»  (grabado en octubre de 1971)
5. «I'll Be There]]»
6. «Maybe Tomorrow»
7. «The Love You Save»
8. «Who's Lovin' You»
9. «Mama's Pearl»
10. «Goin' Back to Indiana»
11. «I Found That Girl»

- Fuente:[1]